# Associazione Calcio Prato 1992-1993
Questa pagina raccoglie le informazioni riguardanti l'Associazione Calcio Prato nelle competizioni ufficiali della stagione 1992-1993.

## Rosa
| N. |                   | Ruolo | Calciatore                 |
| -- | ----------------- | ----- | -------------------------- |
|    | Italia (bandiera) |       | Alberti                    |
|    | Italia (bandiera) | D     | Giuseppe Argentesi         |
|    | Italia (bandiera) | A     | Alessandro Brunetti        |
|    | Italia (bandiera) | A     | Gianni Califano            |
|    | Italia (bandiera) | C     | Francesco Casati           |
|    | Italia (bandiera) | C     | Massimo Ceccaroni          |
|    | Italia (bandiera) | A     | Fabrizio Del Rosso         |
|    | Italia (bandiera) | A     | Michele De Min (II)        |
|    | Italia (bandiera) | C     | Vincenzo Esposito          |
|    | Italia (bandiera) | D     | Silvio Vittorio Giampietro |
|    | Italia (bandiera) | C     | Mario Giannoni             |
|    | Italia (bandiera) | C     | Stefano Guerra             |
|    | Italia (bandiera) | D     | Massimo Marchini           |

| N. |                   | Ruolo | Calciatore           |
| -- | ----------------- | ----- | -------------------- |
|    | Italia (bandiera) | P     | Mauro Marchisio      |
|    | Italia (bandiera) | C     | Roberto Marchisio    |
|    | Italia (bandiera) | C     | Damiano Moscardi     |
|    | Italia (bandiera) | C     | David Peccini        |
|    | Italia (bandiera) | A     | Gianluca Righetti    |
|    | Italia (bandiera) | A     | Marco Rossi          |
|    | Italia (bandiera) | D     | Andrea Salvadori     |
|    | Italia (bandiera) | P     | Filippo De Lorenzo   |
|    | Italia (bandiera) | D     | Alessandro Signorini |
|    | Italia (bandiera) | D     | Giovanni Tempestini  |
|    | Italia (bandiera) | P     | Paolo Toccafondi     |
|    | Italia (bandiera) | D     | Gianni Villoresi     |

## Risultati

### Campionato

#### Girone di andata
| 13 settembre 1992 1ª giornata | Baracca Lugo | 0 – 1 | Prato |  |

| 20 settembre 1992 2ª giornata | Prato | 2 – 1 | Fano |  |

| 27 settembre 1992 3ª giornata | Viareggio | 2 – 0 | Prato |  |

| 4 ottobre 1992 4ª giornata | Prato | 1 – 2 | Rimini |  |

| 11 ottobre 1992 5ª giornata | Montevarchi | 0 – 0 | Prato |  |

| 18 ottobre 1992 6ª giornata | Prato | 1 – 1 | Cerveteri |  |

| 25 ottobre 1992 7ª giornata | Francavilla | 2 – 0 | Prato |  |

| 1º novembre 1992 8ª giornata | Prato | 1 – 1 | Pistoiese |  |

| 8 novembre 1992 9ª giornata | Pontedera | 1 – 0 | Prato |  |

| 22 novembre 1992 10ª giornata | Prato | 1 – 1 | Avezzano |  |

| 29 novembre 1992 11ª giornata | Poggibonsi | 0 – 1 | Prato |  |

| 6 dicembre 1992 12ª giornata | Prato | 1 – 0 | Vastese |  |

| 13 dicembre 1992 13ª giornata | Castel di Sangro | 1 – 0 | Prato |  |

| 20 dicembre 1992 14ª giornata | Cecina | 1 – 0 | Prato |  |

| 27 dicembre 1992 15ª giornata | Prato | 1 – 0 | Ponsacco |  |

| 24 gennaio 1993 16ª giornata | Civitanovese | 0 – 1 | Prato |  |

| 31 gennaio 1993 17ª giornata | Prato | 3 – 1 | Gualdo |  |

#### Girone di ritorno
| 7 febbraio 1993 18ª giornata | Prato | 2 – 0 | Baracca Lugo |  |

| 14 febbraio 1993 19ª giornata | Fano | 2 – 2 | Prato |  |

| 21 febbraio 1993 20ª giornata | Prato | 1 – 0 | Viareggio |  |

| 7 marzo 1993 21ª giornata | Rimini | 3 – 1 | Prato |  |

| 14 marzo 1993 22ª giornata | Prato | 1 – 0 | Montevarchi |  |

| 21 marzo 1993 23ª giornata | Cerveteri | 0 – 1 | Prato |  |

| 28 marzo 1993 24ª giornata | Prato | 1 – 1 | Francavilla |  |

| 4 aprile 1993 25ª giornata | Pistoiese | 0 – 1 | Prato |  |

| 18 aprile 1993 26ª giornata | Prato | 1 – 0 | Pontedera |  |

| 25 aprile 1993 27ª giornata | Avezzano | 1 – 1 | Prato |  |

| 2 maggio 1993 28ª giornata | Prato | 2 – 1 | Poggibonsi |  |

| 9 maggio 1993 29ª giornata | Vastese | 1 – 1 | Prato |  |

| 23 maggio 1993 30ª giornata | Prato | 2 – 1 | Castel di Sangro |  |

| 30 maggio 1993 31ª giornata | Prato | 3 – 0 | Cecina |  |

| 6 giugno 1993 32ª giornata | Ponsacco | 1 – 1 | Prato |  |

| 13 giugno 1993 33ª giornata | Prato | 2 – 0 | Civitanovese |  |

| 20 giugno 1993 34ª giornata | Gualdo | 0 – 0 | Prato |  |